# Monesma y Cajigar
Monesma y Cajigar (katalanisch Monesma i Caixigar oder Monesma i Queixigar) ist eine katalanischsprachige, der Franja de Aragón zugehörige Gemeinde in der Provinz Huesca in der Autonomen Gemeinschaft Aragonien in Spanien. Sie liegt in der Comarca Ribagorza zwischen den Flüssen Isábena und Noguera Ribagorzana in den in Nord-Süd-Richtung nach Tolva verlaufenden Tälern des Río Caijigar und seines Zuflusses Río de Monesma.

## Gemeindegebiet
Die Gemeinde umfasst die Ortschaften:
- Cajigar
- Badías (Zentrum von Monesma)
- Chiró
- Colachoa
- Noguero
- Puyol
- Soliveta
- La Torre de Monesma

## Geschichte
Die Gemeinde ist aus der Vereinigung der früheren Gemeinden Cajigar und Monesma de Benabarre um 1960 entstanden.

## Bevölkerungsentwicklung
| 1991 | 1996 | 2001 | 2004 |
| ---- | ---- | ---- | ---- |
| 109  | 105  | 98   | 104  |